# 佐久間健
佐久間 健（さくま たける）は日本の元公認会計士、個人投資家。

## 来歴
東京都葛飾区生まれ。慶應義塾高等学校を経て、慶應義塾大学法学部政治学科を卒業後、公認会計士二次試験に合格。プライスウォーターハウスクーパースを経て、現在は、個人投資家として独立。トレードスタイルは、スイングトレードと呼ばれる短期取引手法。